# Železniční trať Praha-Smíchov – Hostivice
Železniční trať Praha-Smíchov – Hostivice (v jízdním řádu pro cestující uváděná společně s tratí Rudná u Prahy – Hostivice pod číslem 122) je trať, část celostátní dráhy o délce 19 km spojující Prahu-Smíchov, Prahu-Jinonice, Prahu-Zličín s Hostivicí. Trať vybudovala Buštěhradská dráha jako svoji druhou trať do Pražského uzlu.
Úsek z Prahy-Smíchova severního nástupiště nad Hlubočepy přes Prahu-Žvahov do Prahy-Jinonic je označován jako Pražský Semmering podle horské dráhy Semmering v Rakousku mezi Vídní a Štýrským Hradcem pro svůj horský charakter a rozvinutí trati smyčkou vracející se o více než 180° přes dvojici Hlubočepských viaduktů.

## Historie

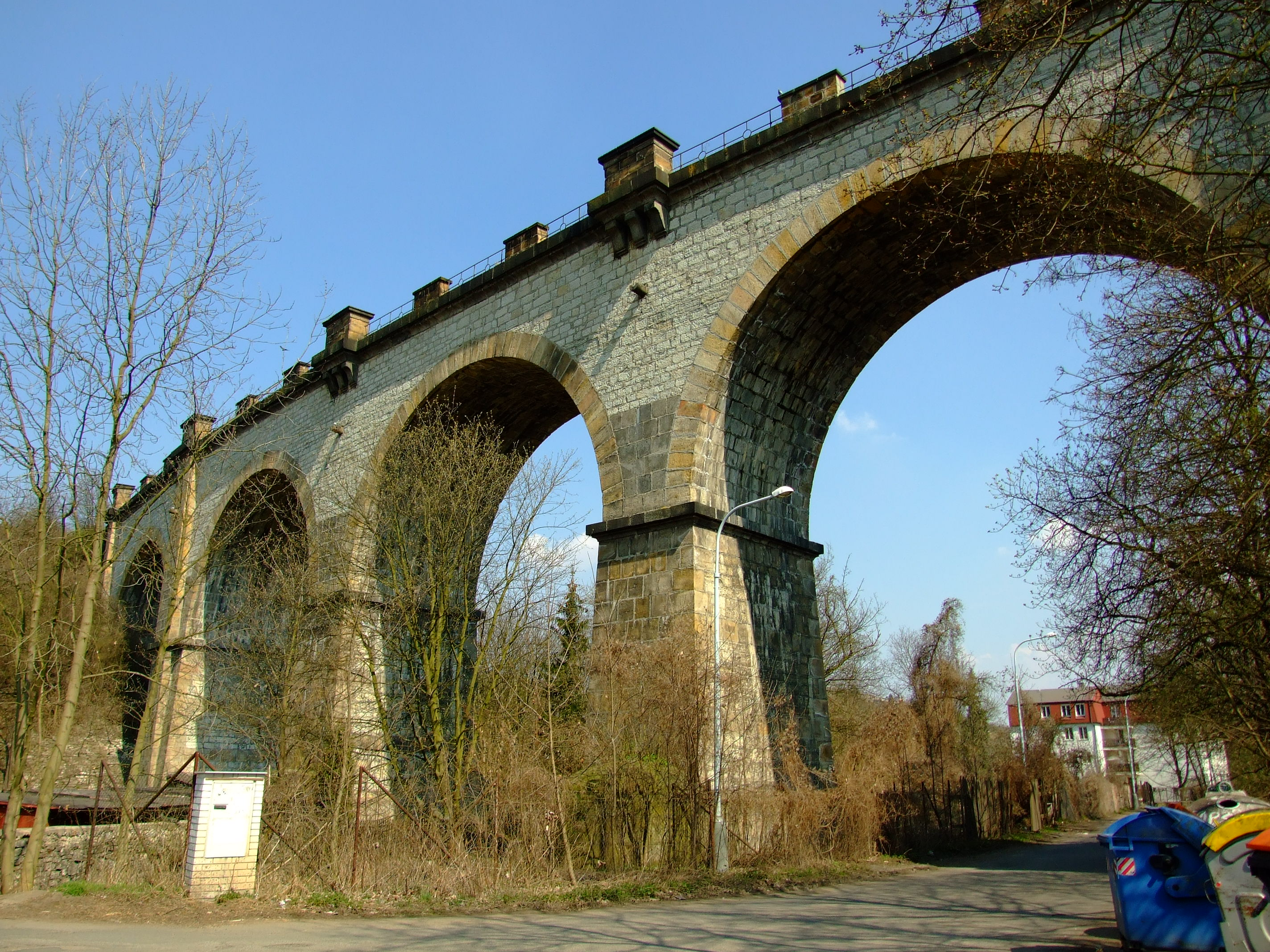
Severozápadní viadukt

Trať byla vybudována v letech 1868 až 1872 (z toho v posledních dvou letech se budovaly viadukty) společností Buštěhradská dráha jako součást trati, která spojila tehdejší Smíchovské společné nádraží a Hostivici. Provoz na Pražském Semmeringu byl pro nákladní dopravu (hlavně uhlí a dřevo) zahájen 3. července 1872. Osobní vlaky se zde rozjely od 16. září 1872. Buštěhradská dráha byla zestátněna k 1. lednu 1924.
V sedmdesátých letech 20. století se započalo s modernizací a zdvoukolejňováním této trati (Patrné např. v zast. Praha-Žvahov, Praha-Stodůlky a předmostích mostu přes Bucharovu ul. a měla být výhledově i elektrifikována. Nicméně koncem devadesátých let téhož století se objevily úvahy o jejím zrušení a došlo k redukci spojů.
Při povodních v roce 2002 sloužila trať jedné z forem náhradní dopravy za nefunkční trasu B pražského metra, zároveň byla využívána i pro odkloněné nákladní vlaky.
V roce 2010 byla vybudována zastávka Praha-Smíchov Na Knížecí, v hlavové části nákladového nádraží Praha-Smíchov. Její provoz skončil 10. prosince 2016 a vlaky od té doby opět zastavovaly na Smíchově severním nástupišti až do zahájení rekonstrukce stanice Praha-Smíchov na podzim 2023, kdy bylo severní nástupiště zrušeno. Vlaky po dobu rekonstrukce zajíždějí úvratí do stanice Praha-Smíchov, kde zastavují u provizorního nástupiště. Po dokončení rekonstrukce bude trať do stanice Praha Smíchov zaústěna přímo k nově vybudovanému nástupišti.

### Původ názvu Pražský Semmering
Název Pražský Semmering je odvozen od trati v Rakousku, která vede horským sedlem Semmering mezi spolkovými zeměmi Dolní Rakousy a Štýrsko, v nadmořské výšce 980 m (asi 100 km jižně od Vídně). Sedlem Semmering původně vedla stezka (silnice). Nad ní byla vystavěna roku 1854 tato trať a v 50. letech 20. století i dálnice. V jednom místě vede dálnice nad železnicí a ta nad původní silnicí. Podobné je to i na Pražském Semmerigu, kde nad ulicí Na Srpečku vede trať 173 z nádraží Praha-Smíchov do Rudné a nad ní trať 122 do Jinonic.

## Trasa

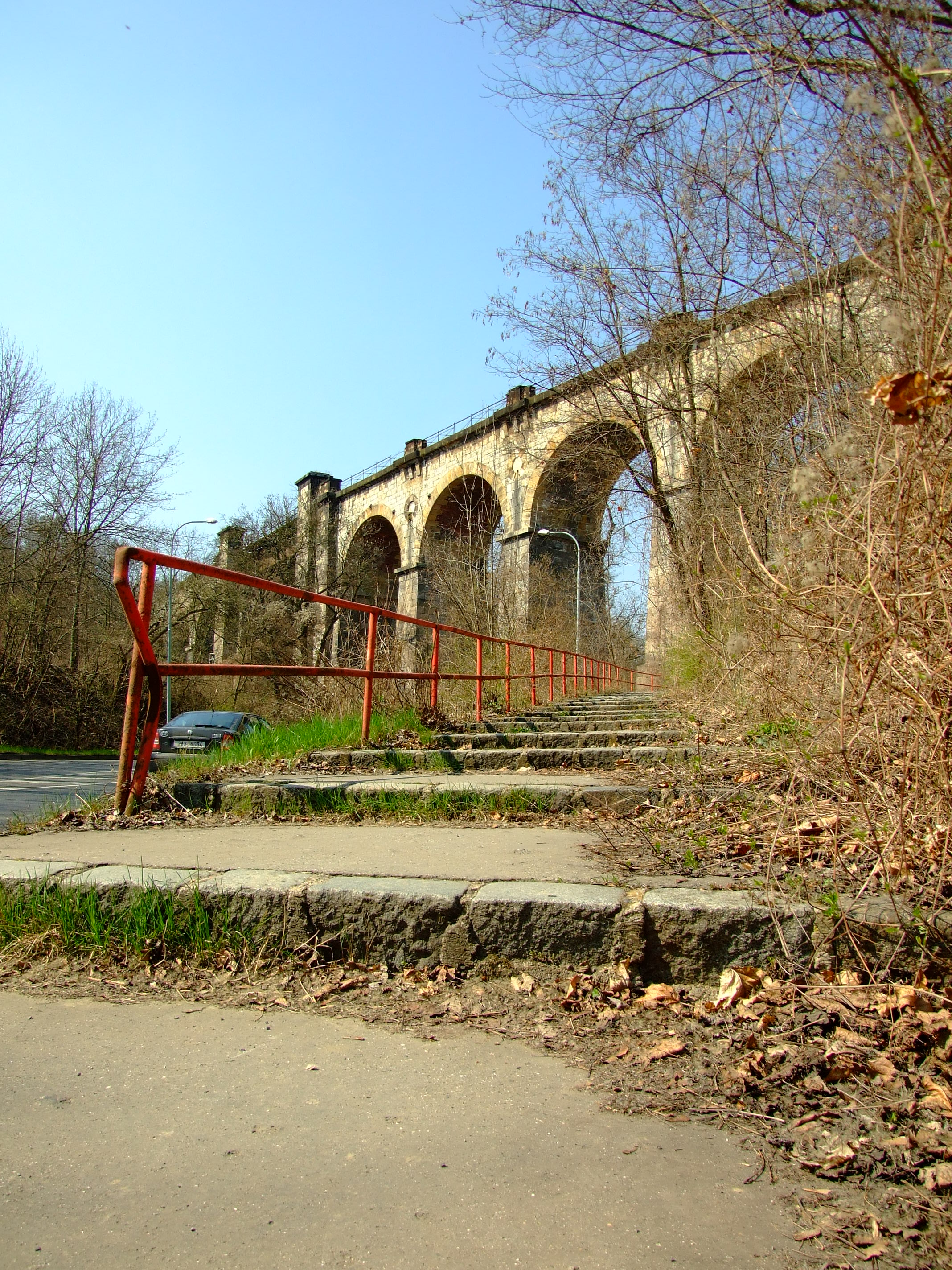
Jihovýchodní viadukt

Pražský Semmering je dlouhý celkem 8 km a překonává výškový rozdíl 93 m. Vlastní malé nádraží této trati je v zadní části smíchovského nádraží a pro cestující má název Praha-Smíchov severní nástupiště (služebně název Praha-Smíchov společné nádraží). Zatímco tratě 171 a 173 jsou zaústěny z jihu jak do nádraží Praha-Smíchov tak do nádraží Praha-Smíchov severní nástupiště, trať 122 pouze do nádraží Praha-Smíchov severní nástupiště.
Trať od Smíchova stoupá k dvěma Hlubočepským viaduktům kolem vrchů Děvín (310 m) a Žvahov, kde je umístěna zastávka Praha-Žvahov. Dále se stáčí k severu opět nad Smíchov přes Dívčí Hrady, kde byla do roku 1989 zastávka Praha-Konvářka). Dále stoupá kolem Radlic do stanice Praha-Jinonice. Z Jinonic pokračuje trať nad Košířemi do zastávky Praha-Cibulka, dále kolem přírodního parku Košíře-Motol do zastávky Praha-Stodůlky. Zářezem lesem dále stoupá, překonává po mostě Bucharovu ulici, projíždí místní část Stodůlky-Háje, překonává po mostě Jeremiášovu ulici u křižovatky zvané Bílý Beránek a vstupuje do stanice Praha-Zličín. Do stanice ústí vlečky ze strojního závodu ve Zličíně a bývalých ČKD Dopravních systémů (Siemens Kolejová vozidla). (Dříve existovalo i spojení s depem metra ve Zličíně, kde však byly koleje přerušeny - viz situaci na mapy.cz.) Ve stanici je i přípojka s pražskou tramvajovou sítí na úrovni plošinových vozů. Ze stanice Praha-Zličín trať pokračuje kolem rybníka, překonává Pražský okruh po mostě, přes pole po mostě přes ul. Čsl. Armády v Hostivici do stanice Hostivice. Zde se spojuje s hlavní větví Buštěhradské dráhy trati 120 z Prahy. Pokračuje společně po jednokolejném úseku až do odbočky Jeneček st. 3. Směr doprava spojuje od r. 1939 Hostivice s Pražsko-duchcovskou dráhou, nyní trať 121. Rovně pokračuje trať 120 ve směru Jeneč, Kladno a Rakovník. Trať 122 pokračuje vlevo do odbočky Jeneček St 1. a po úseku Pražsko-duchcovské dráhy přejíždí Karlovarskou silnici, prochází do stanice Hostivice-Litovice přes silnici na Hájek, dále kolem nové zástavby v Chýni, později překonává po mostě dálnici D5. Následoval železniční triangl, ale směr vpravo je neprůjezdný. Směr vlevo vede do stanice Rudná u Prahy, kde je trať 122 formálně ukončena. Stanice leží na trati 173 Praha-Smíchov – Beroun, zvané „Hrbatá“.
V některých úsecích tedy kolem zastávky Praha-Žvahov, Praha-Stodůlky je položena i druhá traťová kolej, její využití však dlouho nebylo možné kvůli zkorodovaným výměnám a nefunkčnímu traťovému zabezpečovacímu zařízení. Jeho rekonstrukce v úseku Praha-Smíchov - Hostivice začala roku 2017 spolu s obnovou stávajících neprovozovaných železničních stanic.
Před zastávkou Praha-Žvahov směrem ze Smíchova překonává trať v dolní části dvakrát Hlubočepské údolí s Dalejským potokem a tratí 173 Praha-Smíchov – Beroun přes Rudnou (nedaleko Prokopského údolí) po dvou viaduktech. Jihovýchodní, dolní viadukt je vysoký 20 m, severozápadní, horní nebo též Hlubočepský viadukt, je vysoký 22 m. Mezi Hlubočepskými viadukty byla v roce 1928 zřízena zastávka Praha-Hlubočepy, v roce 1989 byla v souvislosti s otevřením zastávky Praha-Žvahov zrušena.

## Rekonstrukce
Na období let 2017 až 2018 byla naplánována rekonstrukce zabezpečovacího a sdělovacího zařízení na trati. Přitom se ve stanicích Praha-Jinonice a Praha-Zličín vybudovala nová nástupiště. Současně s tím opětovně zahájily svůj provoz do té doby nevyužívané výhybny v železničních stanicích Praha-Žvahov, Praha-Jinonice a Praha-Stodůlky. Celou stavbu označovanou číslem 016, jejíž finanční náklady se v prosinci 2016 odhadovaly na 487 milionů korun, financovala Evropská unie prostřednictvím svého operačního programu Doprava (OPD II) v rámci projektu nazvaného „Rameno Praha – letiště Praha (– Kladno)“.

## Provoz
Trať byla v 90. letech 20. stol a prvních letech 21. stol. nejvíce používaná pro osobní dopravu v úseku Praha-Zličín – Hostivice, od r. 2010 byla zavedena taktová doprava linky Eska S65 v úseku Praha-Smíchov Na Knížecí – Hostivice. O víkendu byly provozovány vlaky z Prahy hlavního nádraží do Hostivice, přičemž dva páry zajížděly až do stanice Rudná u Prahy, posíleny vlaky Praha-Zličín – Hostivice. Od roku 2014 byly vlaky prodlouženy do Rudné u Prahy i v pracovních dnech. Zastávka Praha-Smíchov Na Knížecí byla v prosinci 2016 zrušena, od té doby jsou vlaky vedeny z hlavního nádraží přes Smíchov severní nástupiště. Celoročně provozuje společnost KŽC doprava Pražský motoráček vedený historickým motorovými vozy M262.0 nebo M152.0 v trase Praha hlavní nádraží – Praha-Zličín.

## Stanice a zastávky

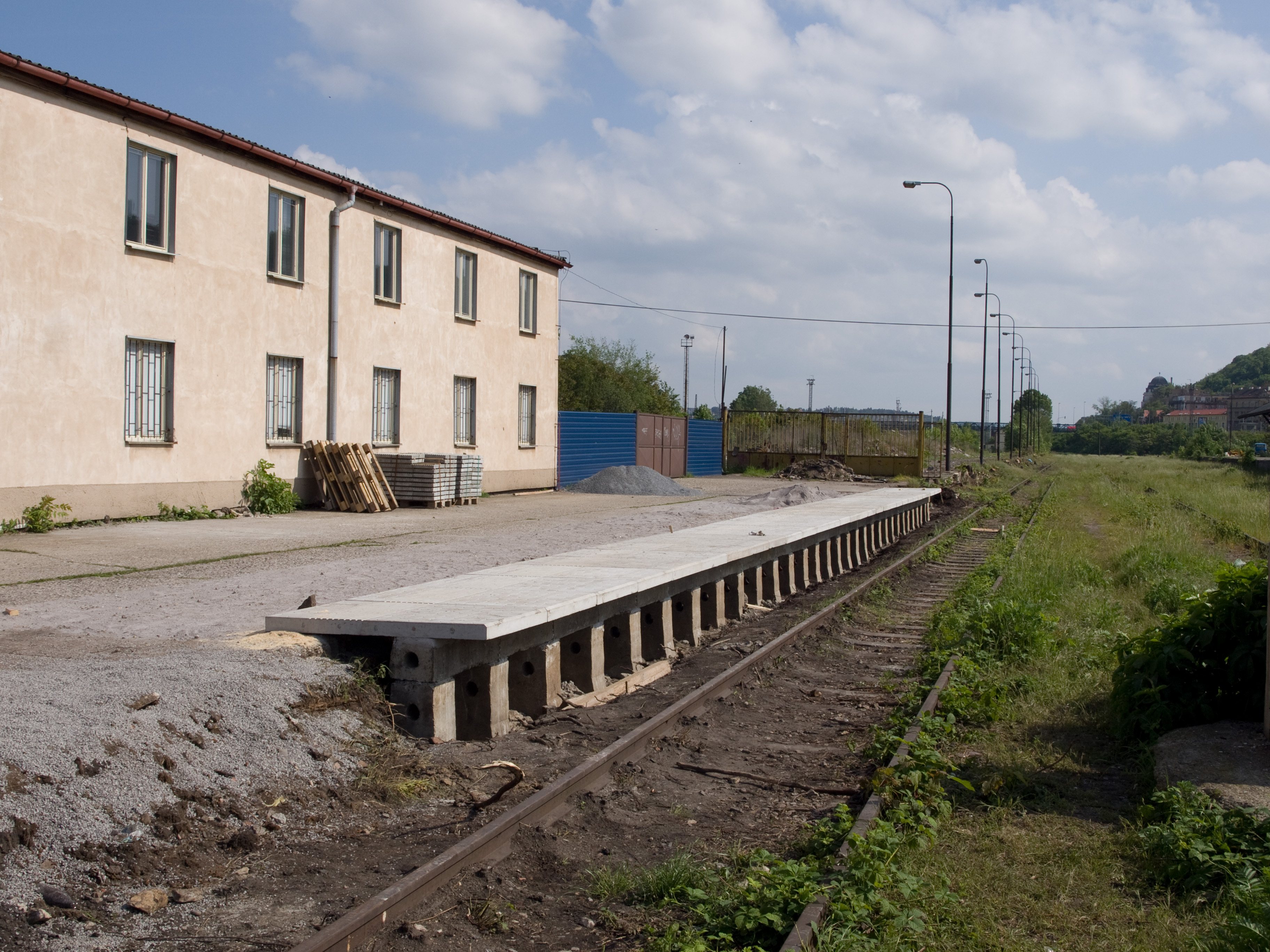
Praha-Smíchov Na Knížecí
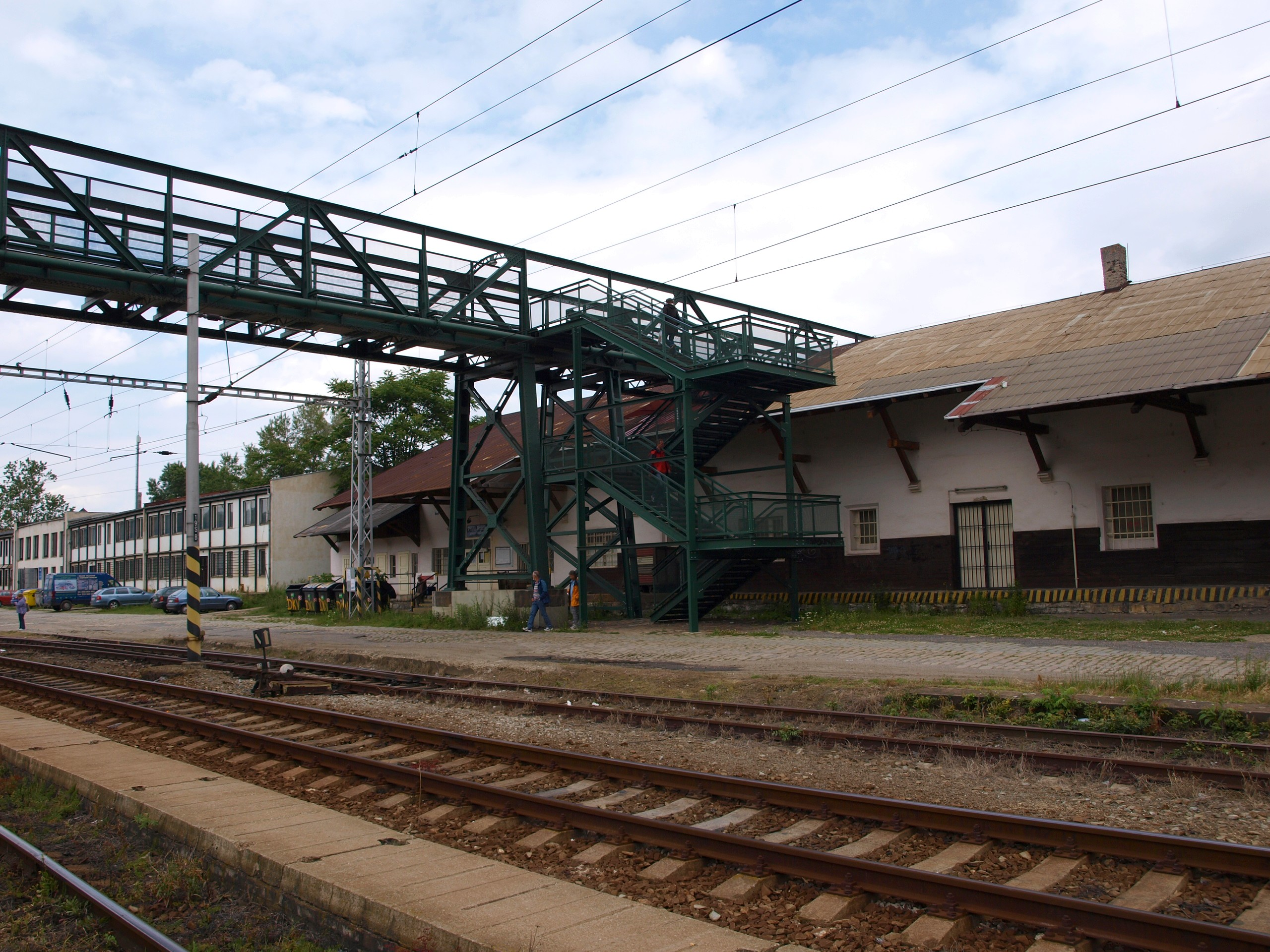
zastávka Praha-Smíchov severní nástupiště
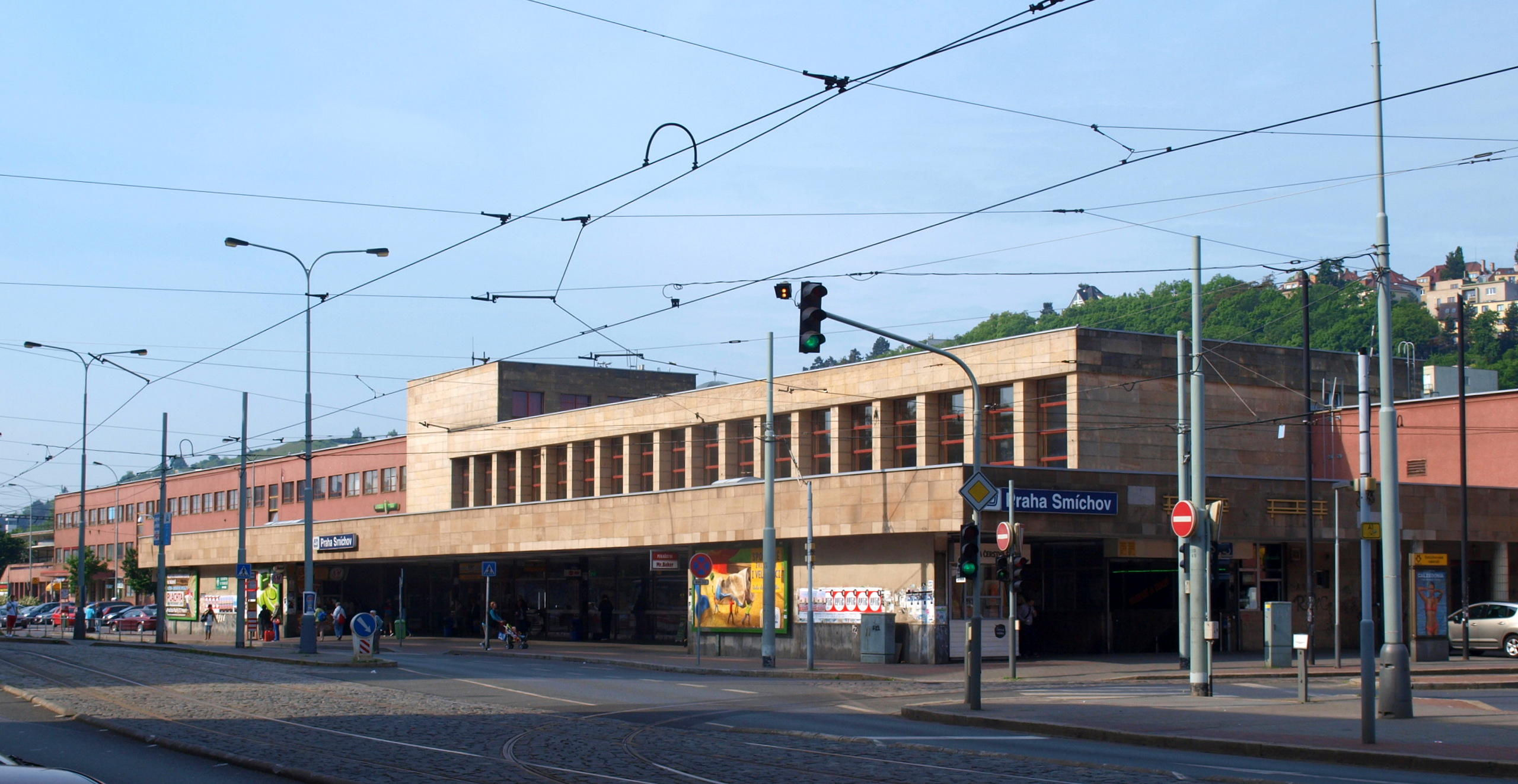
Praha-Smíchov
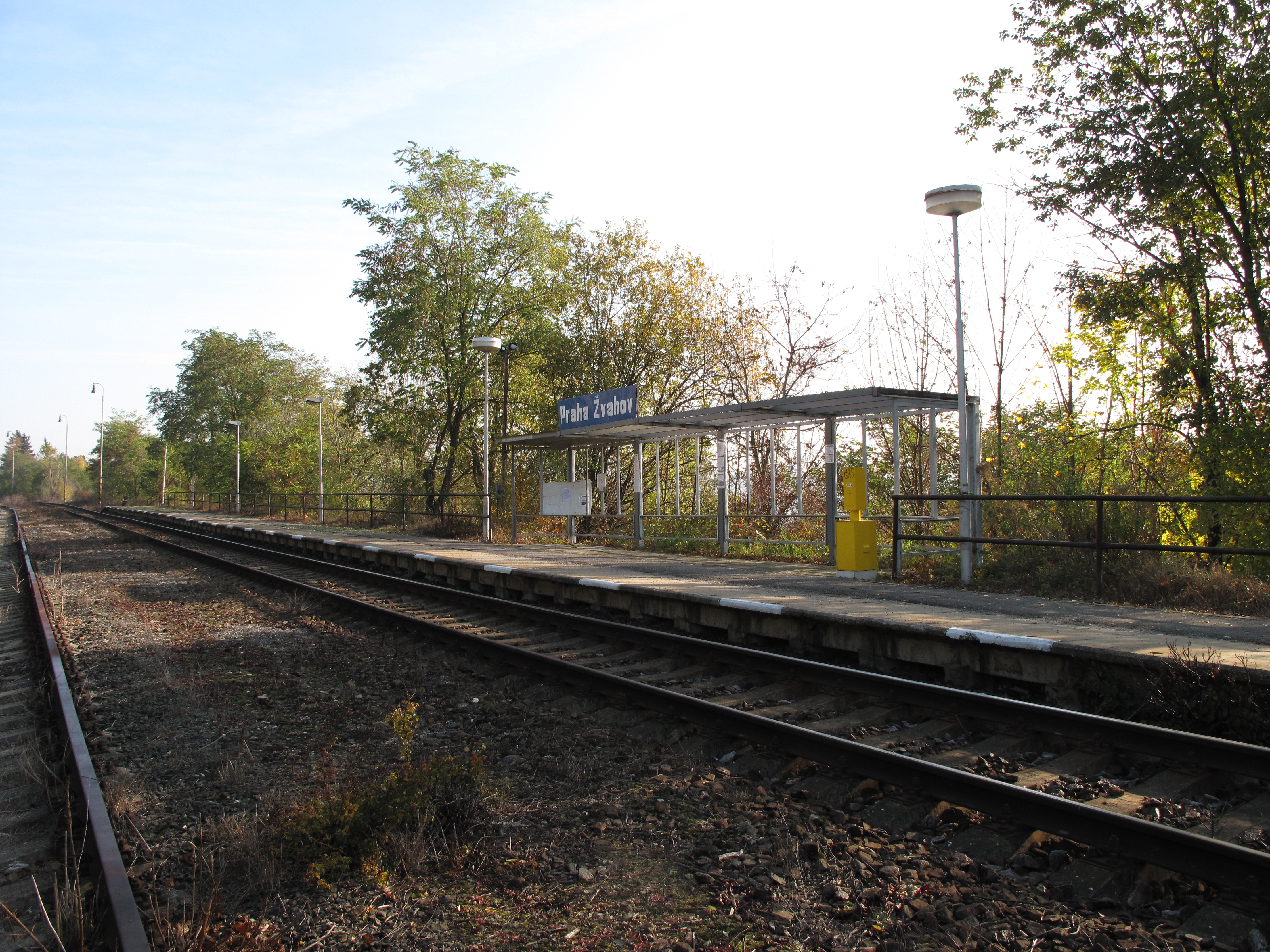
Praha-Žvahov
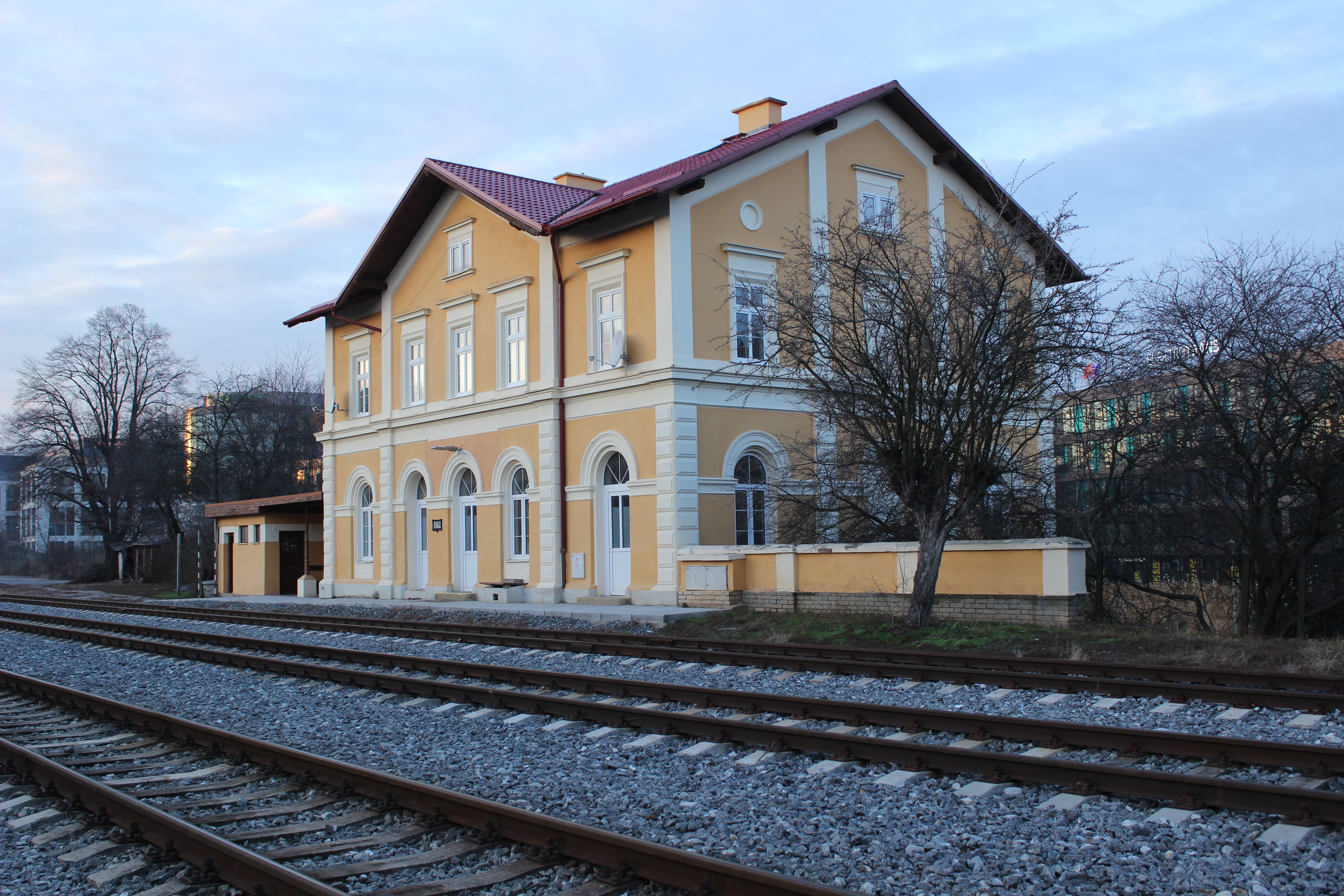
Praha-Waltrovka (neslouží pro cestující)
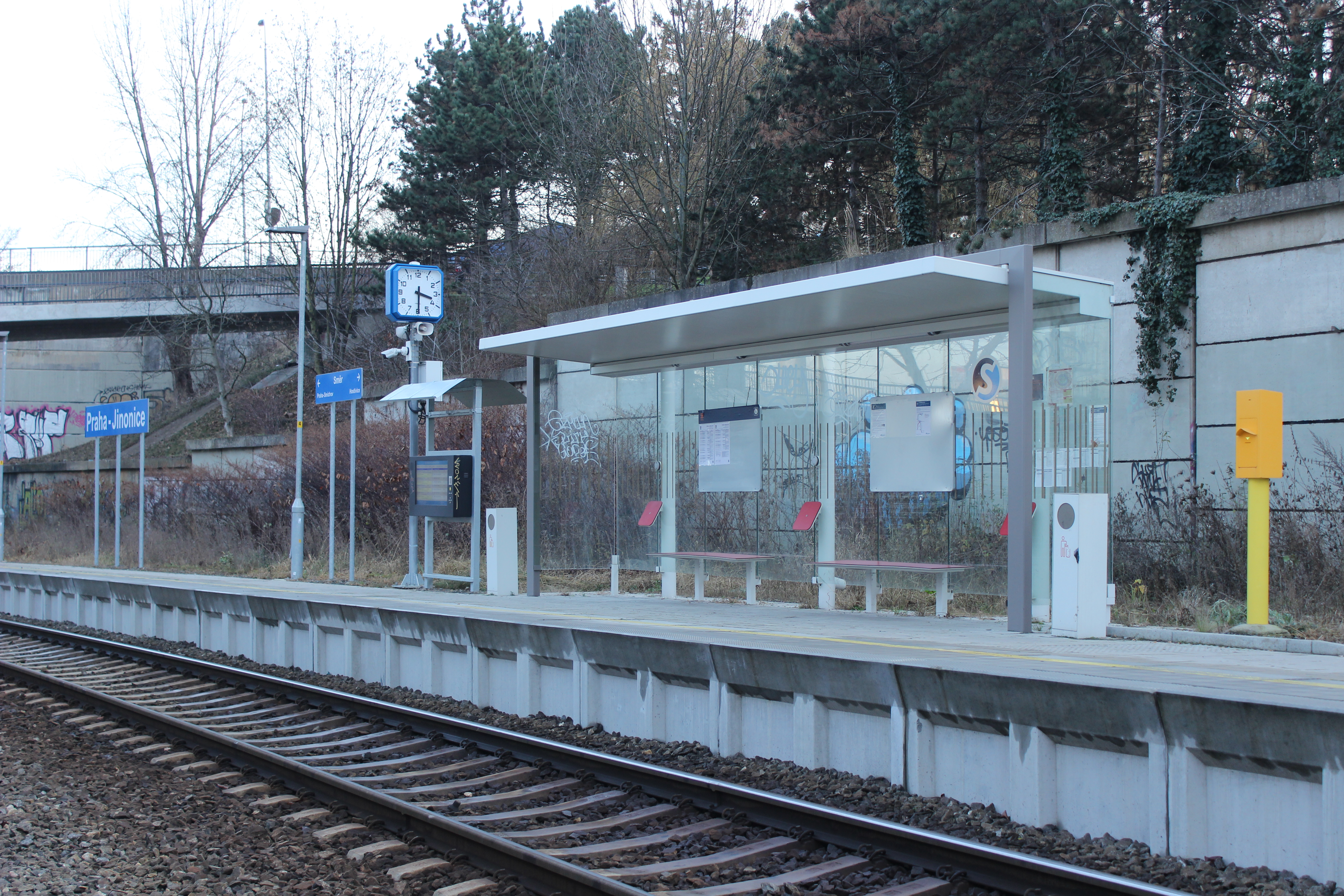
Praha-Jinonice
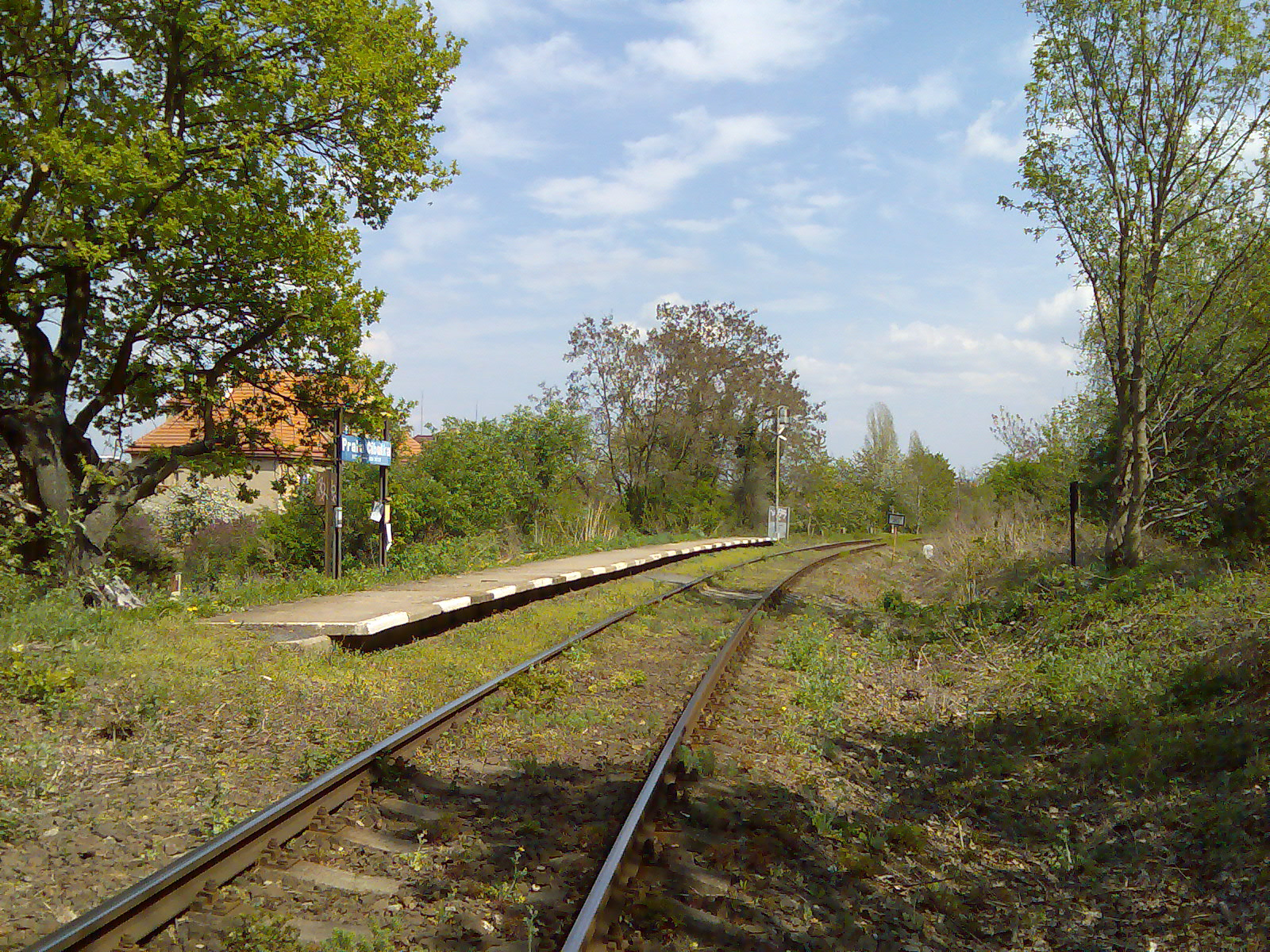
Praha-Cibulka
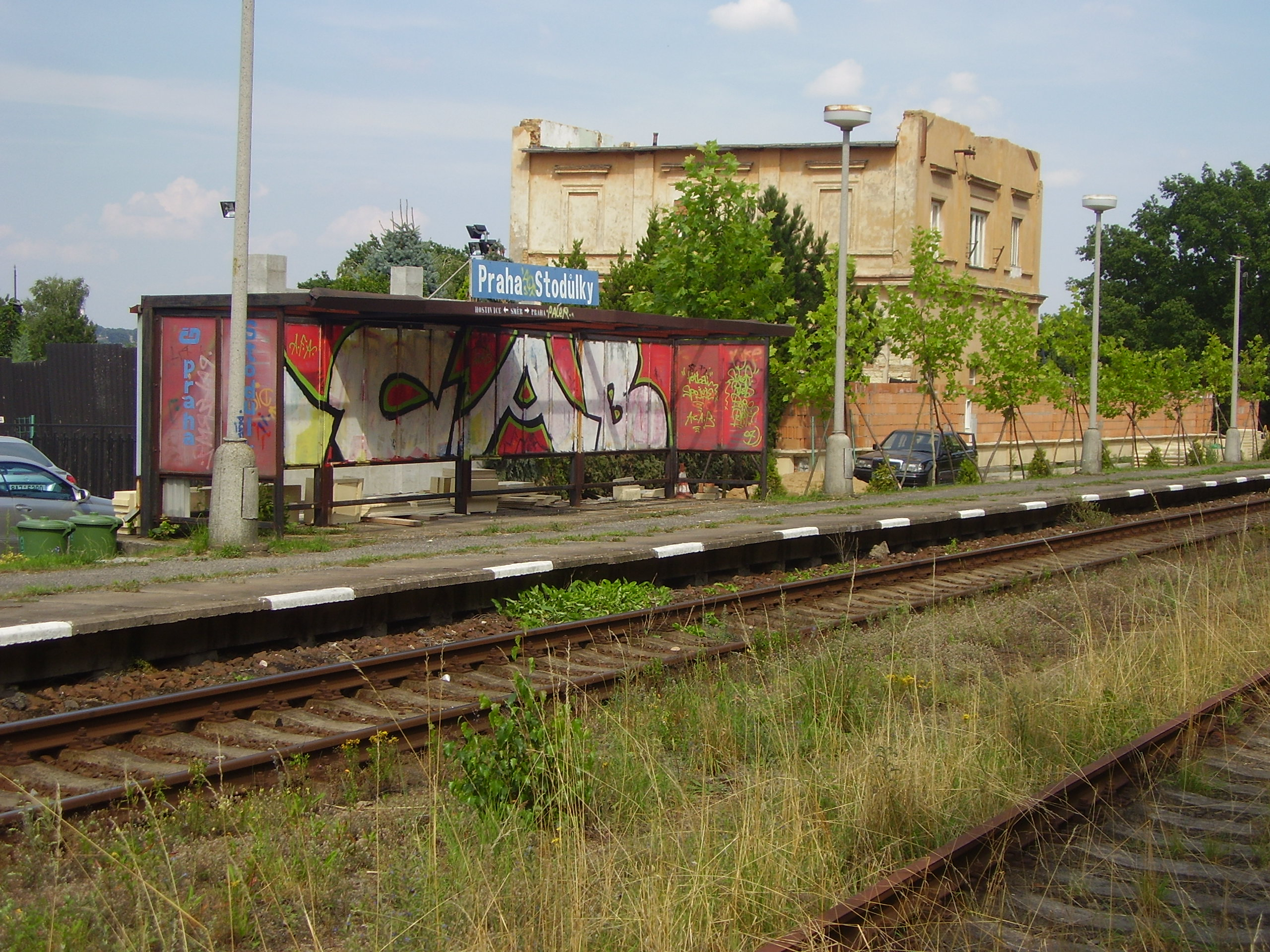
Praha-Stodůlky
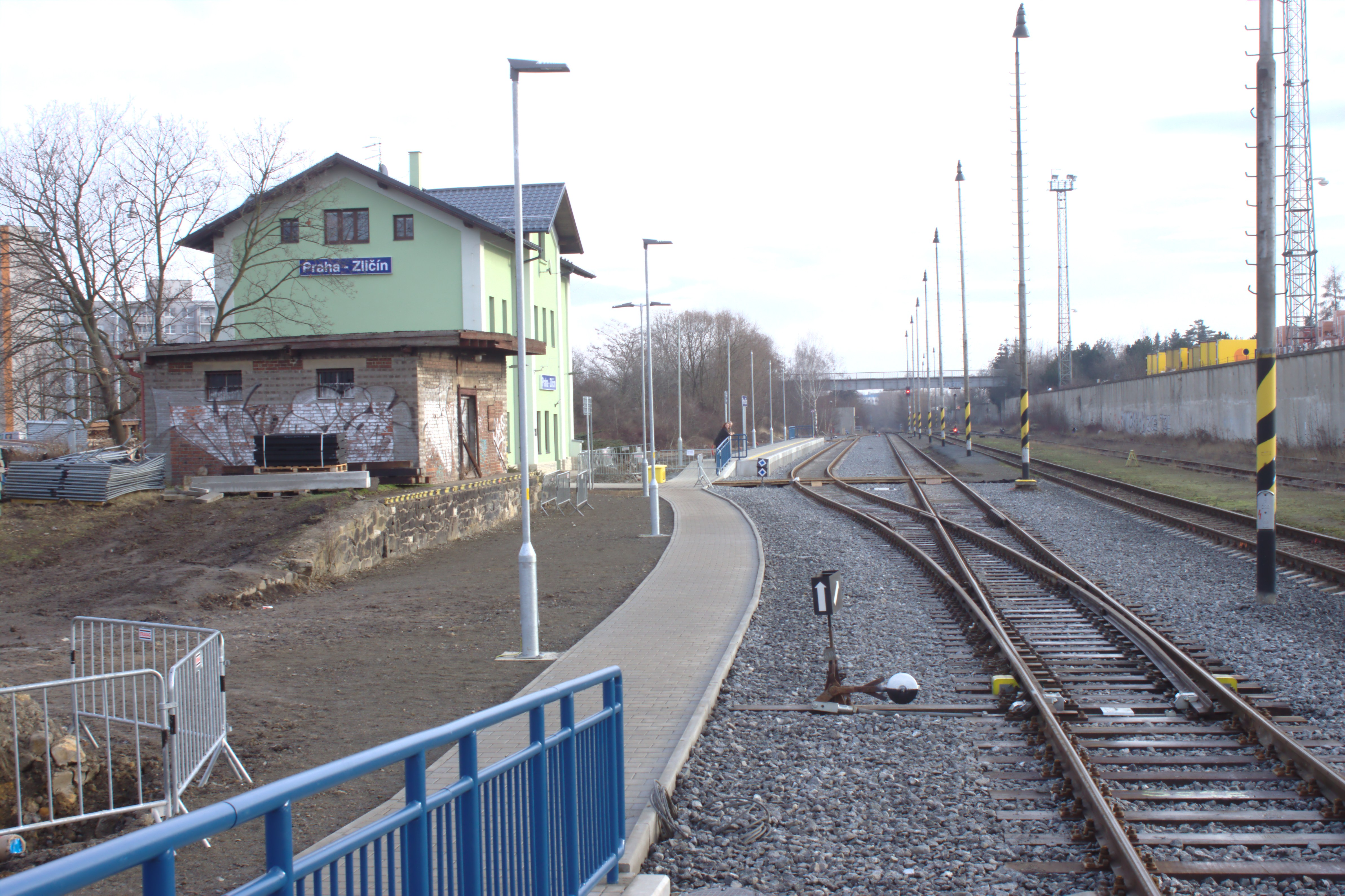
Praha-Zličín
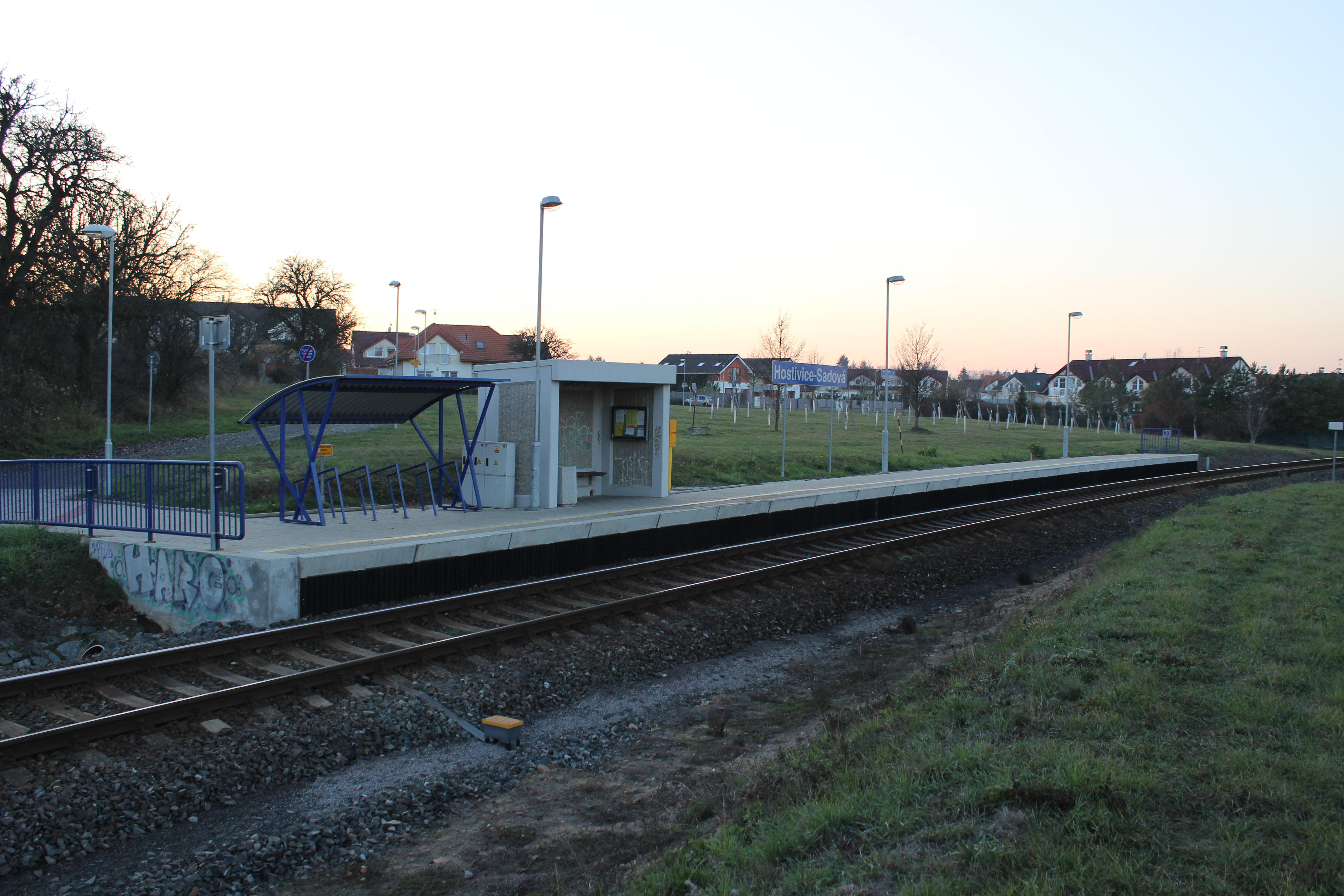
Hostivice-Sadová
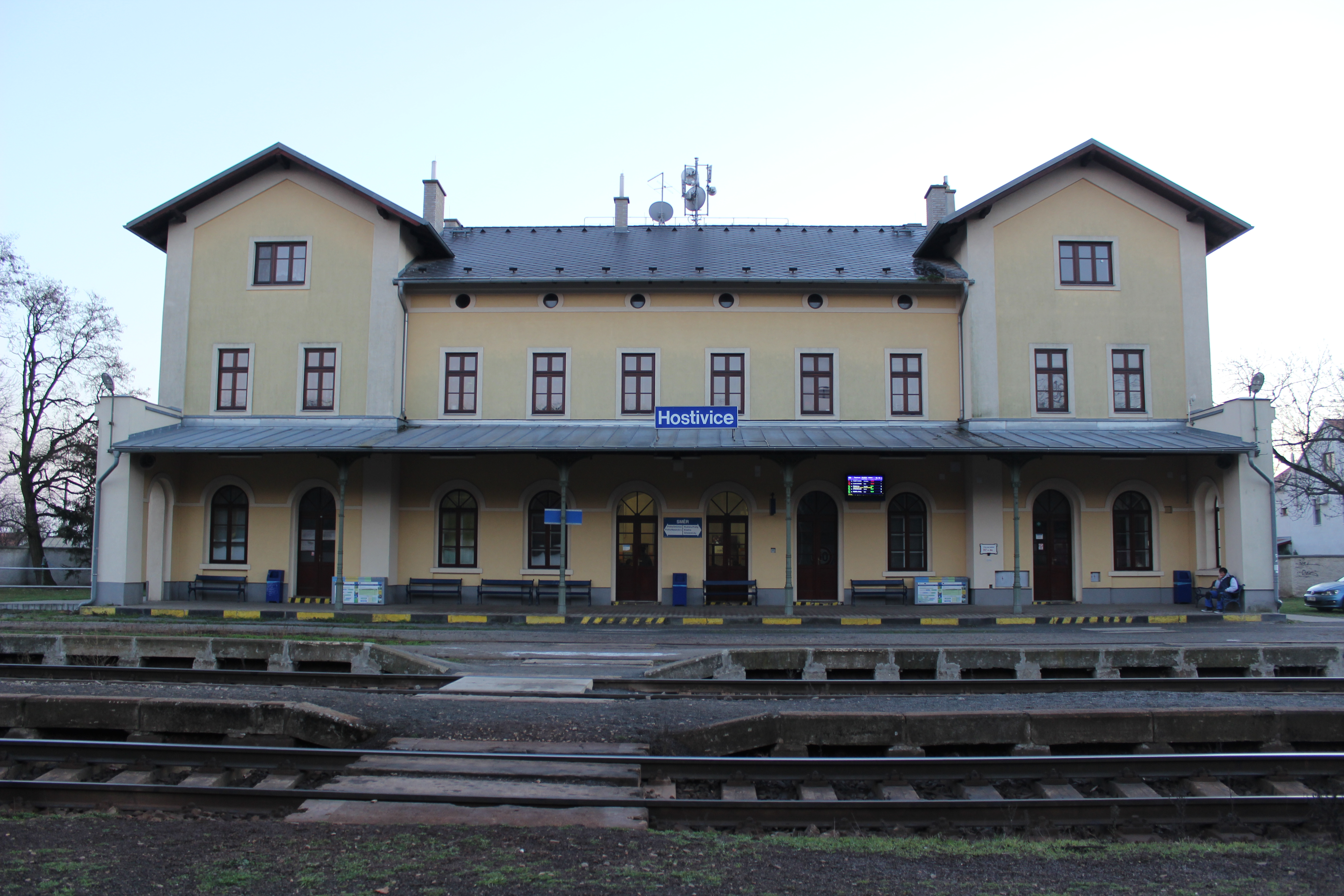
Hostivice